# Aeroportul Itaqui
Aeroportul Itaqui (IATA: ITQ, ICAO: SSIQ) este un aeroport din Rio Grande do Sul, Brazilia ce deservește zona Itaqui. A fost numit după zona deservită.
Situat la o altitudine de 84 m, aeroportul dispune de 1 pistă.

## Infrastructură

### Piste
Aeroportul dispune de o singură pistă. Pista 14/32 are suprafața de Iarbă și dimensiunile 966 m × 23 m. 